# Киевская наступательная операция
Киевская наступательная операция — наступательная операция Красной армии и её чехословацких частей с целью освобождения Киева от войск нацистской Германии во время Великой Отечественной войны. Проводилась с 3 по 13 ноября 1943 года силами 1-го Украинского фронта под командованием генерала армии Н. Ф. Ватутина. Результатами операции стали освобождение Киева, Житомира, а также правобережный районов Киевской и Житомирской областей. Был создан плацдарм, впоследствии имевший важное значение для освобождения Правобережной Украины

## Подготовка к операции
В конце сентября войска Воронежского фронта (переименован в конце октября в 1-й Украинский фронт) захватили плацдармы на правом берегу Днепра к северу и югу от Киева и дважды пытались освободить город. Основной удар наносился с Букринского плацдарма, вспомогательный с Лютежского плацдарма.
24 октября по приказу Ставки ВГК основные усилия фронта были перенесены на Лютежский плацдарм, куда с Букринского плацдарма были тайно переброшены 3-я гвардейская танковая армия, 23-й стрелковый корпус, 7-й артиллерийский корпус и другие соединения и части. Благодаря скрытности проведённых манёвров противник не обнаружил перегруппировки советских войск.
В полосе наступления советских войск 4-я танковая армия имела около 11 сильно потрёпанных пехотных дивизий, имея в резерве 2 танковые дивизии. Непосредственно город Киев оборонялся частями 7-го армейского корпуса Вермахта. Для прикрытия Киева с севера противник построил три укреплённые полосы обороны с развитой системой инженерных укреплений. С другой стороны советское командование ввело в бой в первом эшелоне 17−20 стрелковых дивизий, 3−4 танковых корпуса и 1 кавалерийский корпус.

## Ход операции
1 ноября началось наступление с Букринского плацдарма, основной целью которого было сковать силы противника. Утром 3 ноября главная группировка фронта нанесла удар. После 40-минутной артподготовки советские войска беспрепятственно продвинулись на 1—2 км. К концу дня войска 38-й армии совместно с 5-м гвардейским танковым корпусом и соединениями 60-й армии продвинулись на 5—12 км. 60-я армия наступала с плацдарма у сёл Козаровичи — Глебовка — Ясногородка, захваченного 75-й гвардейской стрелковой дивизией, и с плацдарма у села Лютеж, занятого 240-й стрелковой дивизией, прикрывая с севера и северо-запада правый, открытый фланг 38-й армии.
К исходу первого дня операции 240-я стрелковая дивизия, непосредственно наносившая удар на Киев и поддержанная частями 7-го артиллерийского корпуса, была уже в киевском пригороде Пуще-Водице. При этом были отражены ряд немецких контратак, в которых участвовали подразделения 20-й моторизованной дивизии. К концу 4 ноября части 38-й армии (51-й стрелковый корпус), несмотря на поддержку 5-го гвардейского танкового корпуса и 3-й гвардейской танковой армии, смогли продвинуться к Киеву с севера лишь на 5—6 км, достигнув пригорода Приорка и северной границы города. 4—5 ноября в сражение вступили 1-й гвардейский кавалерийский корпус и 3-я гвардейская ТА, которая перерезала шоссе Киев-Житомир на западной окраине Киева. Освобождению столицы Украины также помогло форсирование Днепра 4 ноября силами 237-й стрелковой дивизии в районе острова Козачий, что напротив сёл Вита-Литовская и Пирогово, находящихся в 15 км к югу от Киева. У Виты-Литовской советские части смогли оседлать шоссе, ведущее в Киев по берегу Днепра. Таким образом, немцы не могли перебрасывать подкрепления в Киев из района Букринского плацдарма. С утра 5 ноября противник начал отход из города по шоссе на Васильков.
К утру 6 ноября Киев был освобождён.

7 ноября советские войска (91 отбр, 6 гв. тк, 51 омцп) освободили Фастов, а 13 ноября — Житомир. Части 7-го армейского корпуса немцев остановили свой отход лишь в 50 км южнее Киева. Продолжавшие наступление 60-я и 13-я армии к концу месяца вышли на рубеж севернее Наровли, Ельска, Овруча, восточнее Коростеня. В начале ноября командование группы армий «Юг» не могло использовать под Киевом свои ограниченные мобильные резервы в лице танковых (включая 25-ю тд и 509-й ттб) и моторизованных дивизий, так как в это время планировался контрудар в нижнем течении Днепра у Кривого Рога, Апостолово и Никополя. Это стало одним из важных факторов, того, что бои за освобождение Киева для немецкой стороны превратились в целом в пассивный отход и ряд сдерживающих боёв. Но с прибытием танковых дивизий уже 10−11 ноября у Фастова и Фастовца начались первые серьёзные немецкие контратаки.

## Результат, анализ потерь
Операция по освобождению Киева характеризуется важными стратегическими и политическими результатами (освобождение Киева) и вполне логично выбранными направлениями ударов в обход Киева (перерезание двух шоссе, ведущих из города на юг и на запад), для осуществления которых было выделено необходимое количество сил. Но тем не менее на тактическом уровне советская сторона оказалась не на высоте. Соотношение потерь указывает на то, что немцы организованно отходили и грамотно вели сдерживающие бои.
Говоря об уроне, понесённом противником, следует упомянуть советские архивные источники. Например, в журнале боевых действий 7-го гвардейского танкового корпуса утверждается, что только во время атаки на Святошино в ночь с 4 на 5 ноября было подбито и сожжено — 16 танков, 6 самоходных орудий, 12 транспортёров, до 200 автомашин, 110 повозок с военным имуществом, уничтожено 830 солдат и офицеров. Потери корпуса — 3 танка, 2 орудия ПТО и 30 человек личного состава. Всего за время операции корпусом уничтожено солдат и офицеров противника — 14 955 человек, захвачено в плен — 1023 человека.

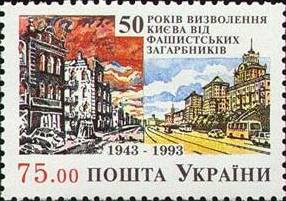
Почтовая марка Украины, 1993 год

С другой стороны штаб 3-й гвардейской танковой армии составил справку об уничтоженной живой силе и технике врага за период 3—10.11.1943. В документе указываются уничтоженных 229 танков и САУ, 130 бронетранспортёров и бронеавтомобилей, 315 орудий и миномётов и пр. И кроме того 12201 уничтоженных немецких солдат и офицеров, из которых всего 3052 человека пришлись на долю 7-го гвардейского танкового корпуса.
В довершении всего была также составлена справка о пленных и трофеях, захваченных частями 3-й гвардейской танковой армии за период 3-10.11.1943. Их общее число достигло 2546 человек, из них 221 человек пришёлся на долю 7-го гвардейского танкового корпуса. В этом же документе сообщается всего о 8 захваченных самоходках и 8 бронемашинах и бронетранспортёрах, что сильно диспропорционально по отношению к следующим трём факторам:
1. к заявленным уничтоженным вражеским танкам и САУ.
2. к факту поспешного немецкого отхода из Киева: чем быстрее отход, тем в безвозвратных потерях больший процент оставленной техники и брошенного оружия.
3. к числу немецких танковых дивизий, действовавших на данном участке (7 тд, 8 тд и 20 мд — всего не более 200 танков). В немецкой танковой дивизии по штату 1944 года числилось около 220 танков и 2000 различных автомашин.

Поэтому можно поставить под вопрос и объективность данных об уничтоженной немецкой технике.
Цифра итоговых потерь немцев в боях против 7-го гвардейского танкового корпуса (эквивалентных потере одной полнокровной дивизии) возможно завышена, так как в немецких источниках такая убыль не упоминается. Хотя, для сравнения, даже в послевоенной немецкой мемуарной литературе упоминается о разгроме 25-й танковой дивизии под Фастовом в те ноябрьские дни, которая потеряла далеко не весь свой личный состав, но утратила почти всю свою технику.

## Видео
- Освобождение Киева (1943)